# ミドリオナガタイヨウチョウ
ミドリオナガタイヨウチョウ（学名Nectarinia famosa）は、スズメ目タイヨウチョウ科に分類される鳥類の一種。 